# 瓦尔德萨森圣殿

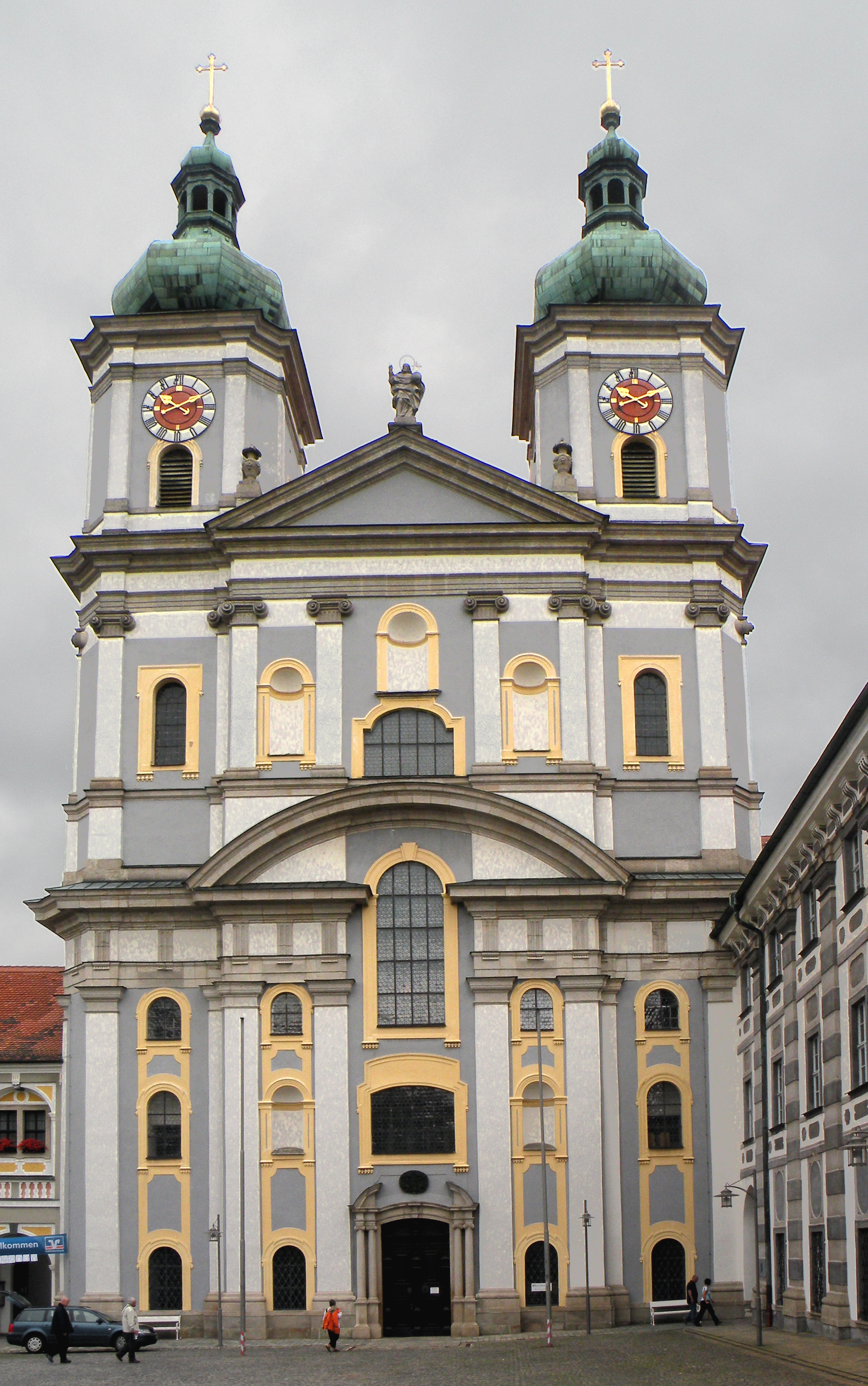

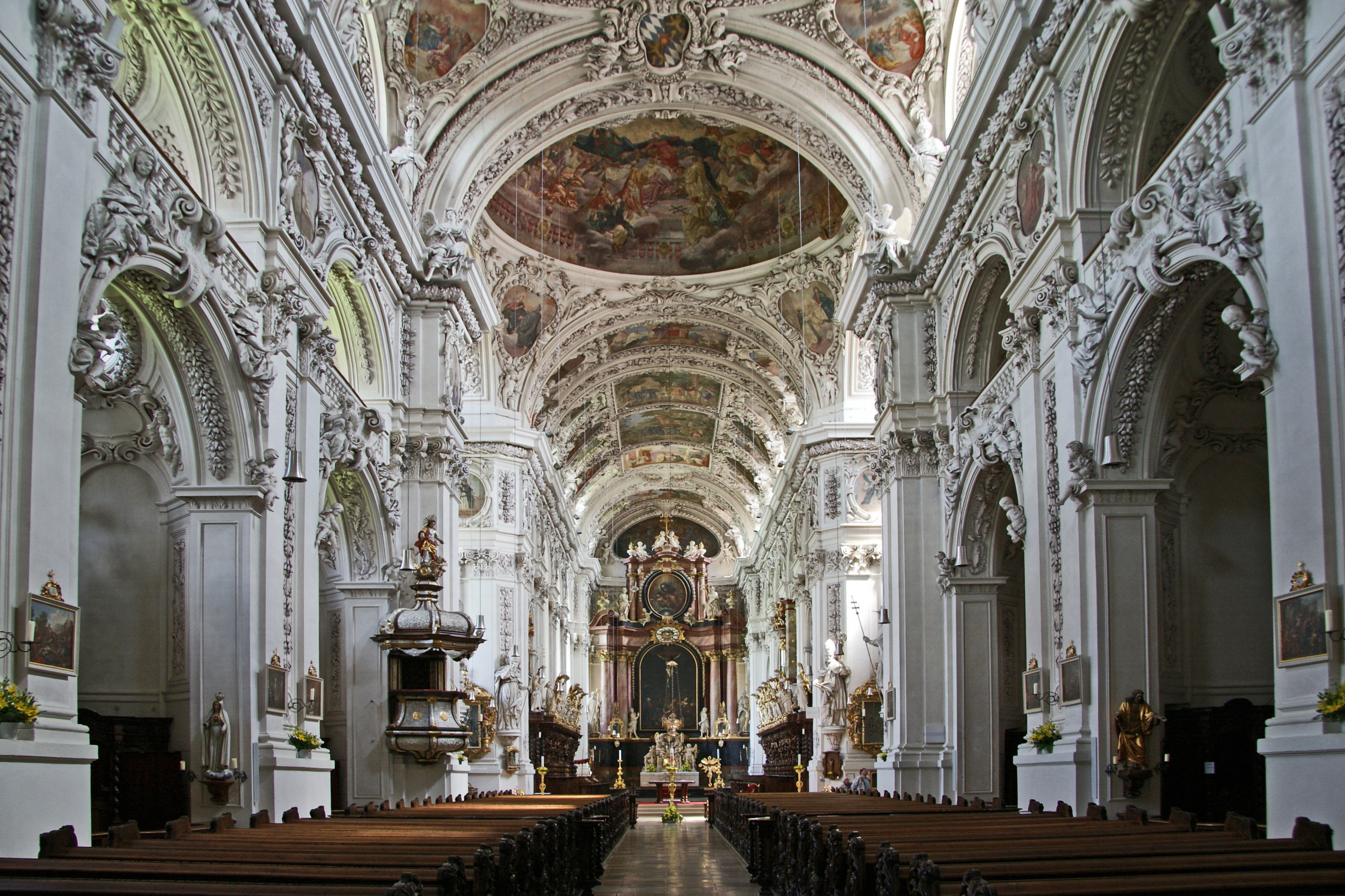
内部

瓦尔德萨森圣母升天圣若望圣殿 （Waldsassen Basilica，Mariä Himmelfahrt und St. Johannes Evangelist）是一座罗马天主教宗座圣殿，位于德国巴伐利亚州上普法尔茨行政区蒂申罗伊特县的瓦尔德萨森。现在的建筑建于1685-1704年，原为熙笃会修道院的教堂，1803年世俗化以后，改为堂区教堂。1969年，教宗 保禄六世 将该堂升格为宗座圣殿。该堂以珠宝骷髅著称。

## 建筑
该建筑由 Georg Dientzenhofer 和 Abraham Leuthner 设计为巴伐利亚巴洛克风格的修道院教堂，被称为“böhmischer Hochbarock mit italienischer Prägung”（具有意大利风味的波西米亚高级巴洛克风格）。它建于 1685 年至 1704 年。
内部装饰涉及来自欧洲各地的艺术家，包括创作灰泥作品的乔瓦尼·巴蒂斯塔·卡隆（Giovanni Battista Carlone）和绘制壁画的布拉格的雅各布·斯坦费尔斯 （Jakob Steinfels）。合唱团天花板上的那些描绘了 Waldsassen 修道院传奇建立的场景。

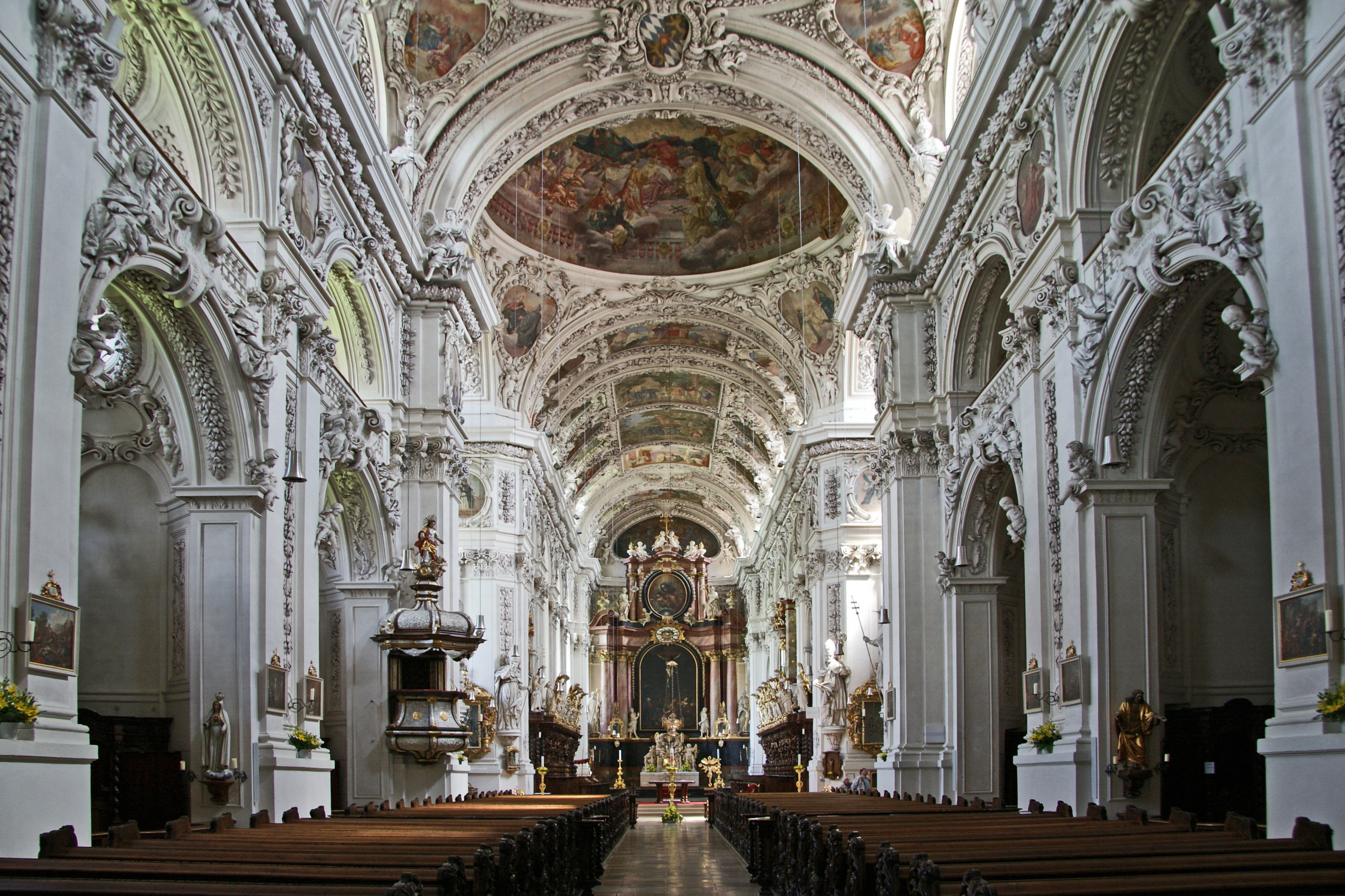
Interior

教堂里有十个圣物箱，里面装扮华丽，镶有宝石的骷髅，是欧洲最大的此类展览。[2]这些骨架是从罗马的地下墓穴中移走的，并在18世纪由西多会的平信徒兄弟和熟练的金匠 Adalbart Eder 装饰。当时人们相信，千里眼牧师可以通过祈祷来确定这些骨骼遗骸的身份。